# Bildstock Großheide/Kampsheide

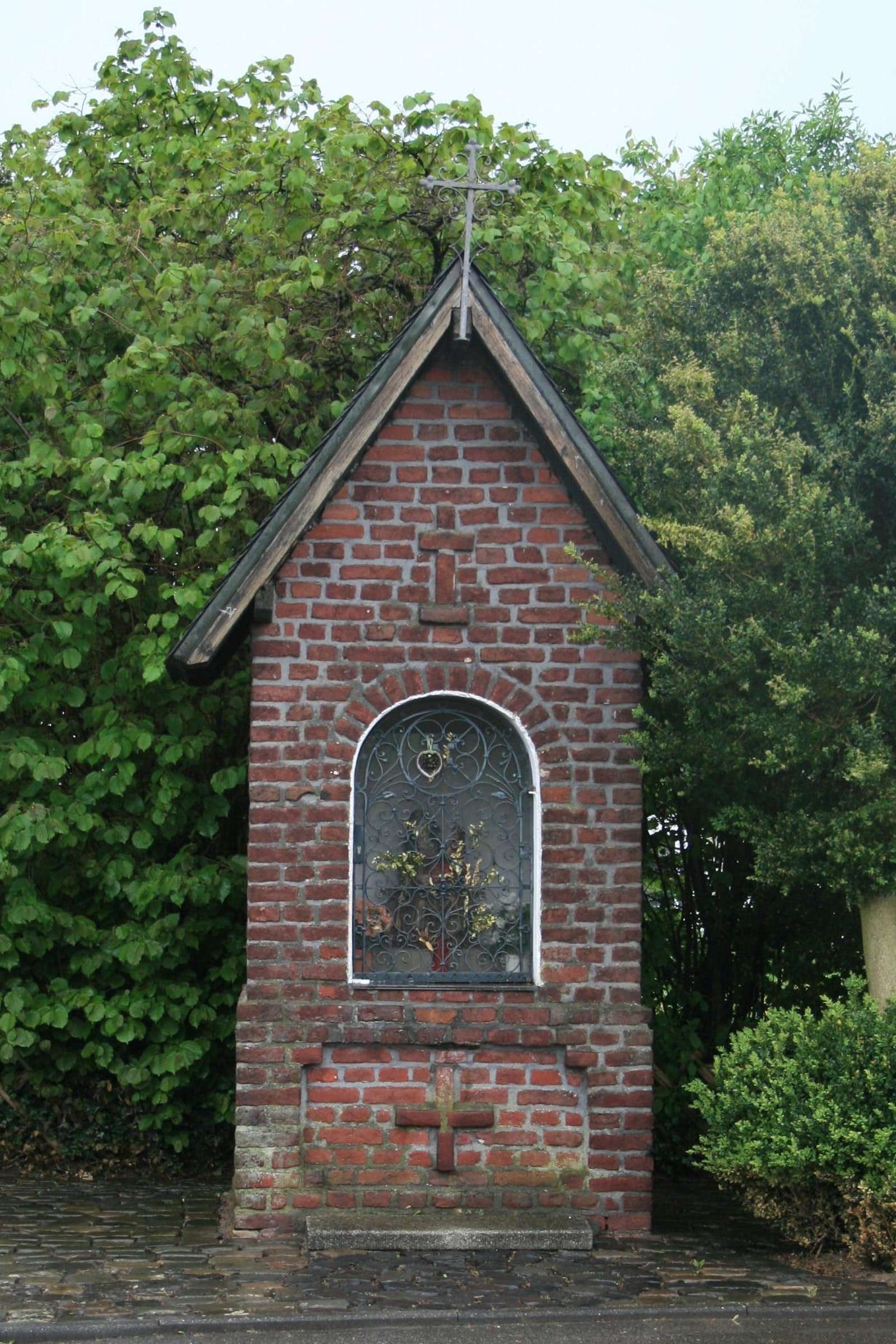
Bildstock (2010)

Der Bildstock Großheide/Kampsheide steht  in Mönchengladbach (Nordrhein-Westfalen).
Der Bildstock wurde Ende des 19. Jahrhunderts erbaut. Er ist unter Nr. G 037 am 18. September 1991 in die Denkmalliste der Stadt Mönchengladbach eingetragen worden.

## Lage
Das Objekt steht an der Straßenkreuzung Großheide/Kampsheide.

## Architektur
Es handelt sich um ein pfeilerförmiges Heiligenhäuschen aus Backsteinmauerwerk unter schiefergedecktem Satteldach.  Vergitterte Rundbogennische mit Bildnis der Anna selbdritt (Abguss); schmiedeeiserner Kreuzaufsatz auf dem First. Kreuzsymbol unterhalb und oberhalb der Nische.